# Si tu vois mon oncle
Pour plus de détails, voir Fiche technique et Distribution.
Si tu vois mon oncle est un film belge réalisé par Gaston Schoukens, sorti en 1934.

## Fiche technique
- Titre : Si tu vois mon oncle
- Réalisation : Gaston Schoukens
- Scénario : Gaston Schoukens
- Dialogues : Jean Valmont
- Photographie : Charles Lengnich et François Rents
- Décors : Suzanne Varlet
- Musique : René Demaret
- Son : José Lebrun
- Production : Lux Film
- Pays d'origine :  Belgique
- Format : Noir et blanc — 35 mm — 1,33:1 — Son : Mono
- Genre : Comédie musicale
- Durée : 87 minutes
- Dates de sortie : 
  - France : 18 mai 1934

## Distribution
- Colette Darfeuil : Clémentine
- Alice Tissot : Mme Ledroux
- Géno Andral : Mlle Béguin
- Jean Norey : Abbé Moll
- Victor Pujol : Moureaux
- Gladys Warland : Mitsy
- Gaston Jacquet : Dr Ledroux
- Marguerite Daulboys : Catherine
- Jules Lempereur : Edouard
- Lucien Prad : le colonel
- Rittche : Jean